# КрАЗ-6140ТЕ
КрАЗ-6140ТЕ (англ. KrAZ-6140TE) — сідловий тягач з колісною формулою 6х6 призначений для перевезення різних вантажів з напівпричепом повною масою до 70 тонн і може експлуатуватися по всіх видах доріг і бездоріжжю.

## Опис
Автомобіль оснащується ярославським двигуном ЯМЗ-7511.10-16 (Євро-2) потужністю 400 кінських сил.
Коробка передач механічна, двохдіапазонна, 9-ступінчаста.
Роздавальна коробка механічна, двоступенева, блокуються міжосьовий диференціал, що відключається привід переднього моста.
Передня і задня підвіски — залежні, на двох поздовжніх напівеліптичних ресорах, передня з двома гідравлічними амортизаторами, задня — балансирного типу.
Рульовий механізм — механічний, з гідравлічним підсилювачем.
Гальмівна система — пневматичного типу.
Робочі гальма — гальмівні механізми барабанного типу, з внутрішніми колодками.
Стоянкові гальма — трансмісійний гальмо барабанного типу на вихідному валу роздавальної коробки; привід механічний.
Допоміжні гальма — дросельного типу, привід пневматичний, встановлений в системі випуску газів.
Кліматичне виконання: помірне і тропічне, температура навколишнього повітря від −45 °C до +50 °C.
Автомобіль оснащений шинами розмірністю 16.00R20, "MICHELIN" (Франція), призначеними для роботи у важких умовах. Їх застосування дозволяє увійти в габарит 2500 мм без зниження прохідності автомобіля.
На вимогу замовника автомобіль може комплектуватися: передпусковим підігрівачем (Webasto або Теплостар 14.ТС10); додатковим нагрівником кабіни ПЛАНАР-4Д-24; централізованою підкачкою шин; сідельно-зчіпним пристроєм зменшеної висоти George Fisher або Jost з шкворнем 3,5 дюйма.